# Massif du Néouvielle

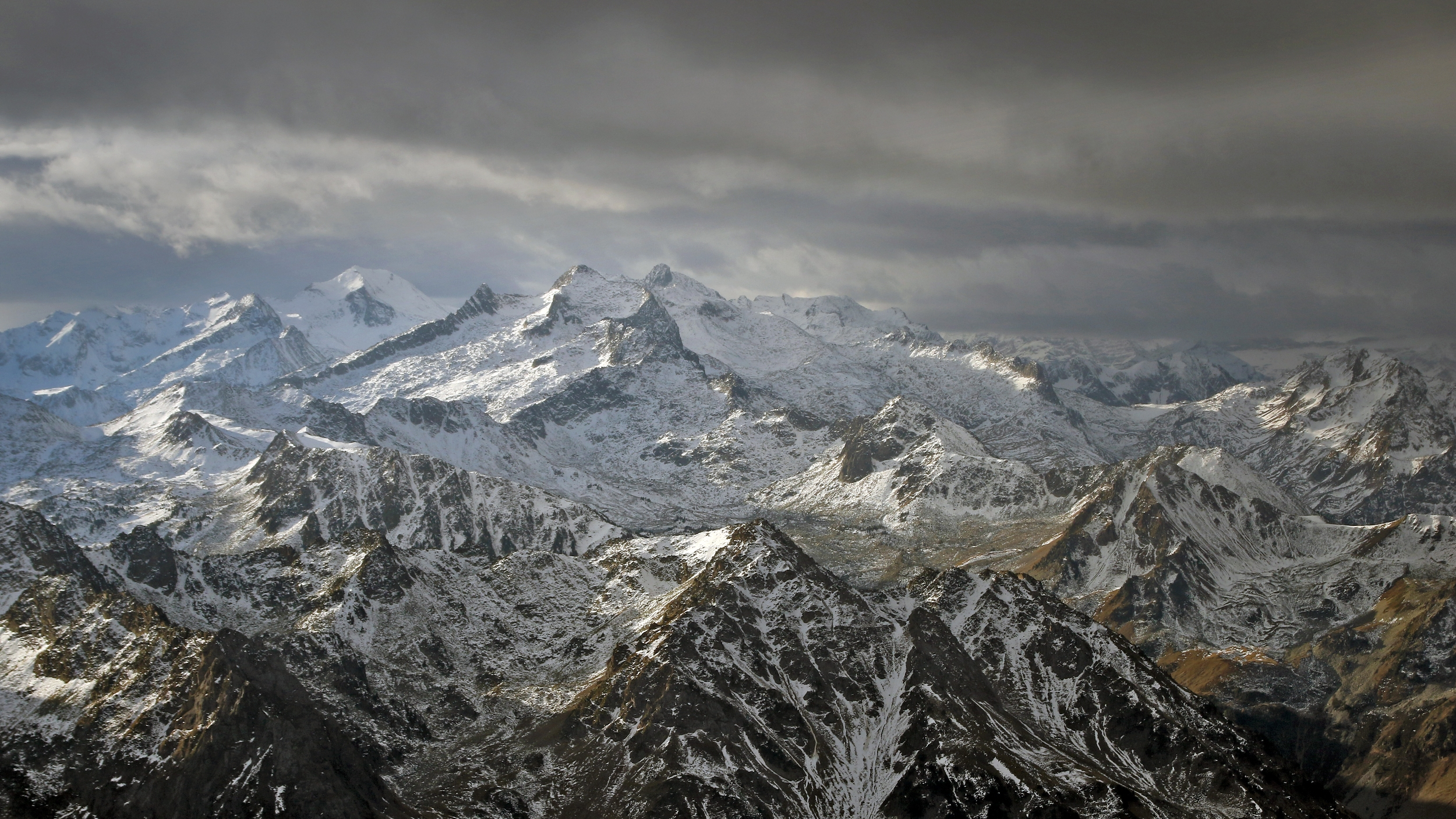
Zone nord du massif du Néouvielle depuis le pic du Midi de Bigorre.

Le massif du Néouvielle est un massif de montagnes de la chaîne des Pyrénées situé dans le département des Hautes-Pyrénées en région Occitanie, en France. Il mesure 25,5 km de long pour 17 km de large, et culmine au pic Long à 3 192 mètres. Géologiquement parlant, à cause de la nature plutonique de ses roches et de sa position centrale dans la chaîne, le massif du Néouvielle fait partie de la zone axiale des Pyrénées.
Le massif du Néouvielle est le plus haut massif des Pyrénées entièrement en France, le massif du Vignemale étant plus élevé mais situé sur la frontière entre l'Espagne et la France. C'est le 6e plus haut massif de toute la chaîne après ceux de la Maladeta (3 404 m), des Posets (3 375 m), du Mont-Perdu (3 348 m), du Vignemale (3 298 m) et de Perdiguère (3 222 m).
On peut le diviser en deux parties principales : le domaine du pic Long au sud, avec des roches sédimentaires de haute altitude, qui fait partie du parc national des Pyrénées, et le domaine du pic de Néouvielle au nord, avec des roches plutoniques, qui intègre la réserve naturelle nationale du Néouvielle (2 300 ha) ; quelques zones excentrées du massif n'ont pas de statut de protection autre que des zones naturelles d'intérêt écologique, faunistique et floristique (ZNIEFF). C'est un massif lacustre avec près de 70 lacs répertoriés, possédant une grande diversité végétale et animale, et comptant plusieurs espèces aquatiques de haute montagne, ou inféodées au milieu aquatique.

## Étymologie
Le nom des montagnes, des lacs et autres terrains, a souvent des origines en langue locale, le gascon bigourdan :
- le mot Néouvielle vient de Nèu vielha, composé de nèu voulant dire « névé, neige », et vielha pour « vieille, ancienne dans le temps ». En effet, les versants nord et ouest du Néouvielle comportaient trois petits glaciers maintenant presque disparus et des névés. La montagne de Nèu Bielhe est un quartier de pâturages d'altitude de Betpouey, dans la vallée de Barèges ;
- le lac d'Aubert signifie le lac d'« eau verte » (couleur) ;
- le lac d'Aumar signifie le lac d'« eau de mer » (couleur) ;
- le lac de Cap de Long intègre l'ancien lac naturel de Cap de Long qui veut dire « la tête (de vallée) du (pic) Long » ;
- la hourquette de Cap de Long ;
- le lac dets Coubous vient d'eths coubous, eths désignant l'article défini masculin pluriel « les » et couboùs désignant les endroits où le cours d’eau disparaît avant de resurgir plus loin[5] ;
- le pic Maubic viendrait du patronyme d'un chasseur d'isards d'Aragnouet à la fin du XIXe siècle, originaire d'un mau-vic pour « mauvais quartier »[6] ;
- le lac Nère vient de nère signifiant « noir », dans le sens eaux sombres car profondes[7].

Au XIXe siècle, l'essor du pyrénéisme apporte des noms officiels à tous ces toponymes en rajoutant des épithètes tels que « pic de » ou « lac de ». Souvent, le toponyme associé ne caractérise pas directement le pic ou le lac, mais un lieu a proximité, comme :
- le pic d'Astazou vient d'Estasou pour « estive provisoire »[8] ;
- le pic Badet et le lac de Badet pour le pic et le lac de la « petite vallée » ;
- le lac de Port-Bielh pour le lac du « vieux col » ;
- le pic de Campbieil pour pic de camp vielh ou pic du « champ vieux » (dans le sens pâturage ancien), le Camp Vielh étant un quartier de pâturages de haute montagne de la commune de Gavarnie-Gèdre ;
- le port de Campbieil.

Un ou deux sommets furent nommés en hommage à des pyrénéistes de cette époque : le pic Ramougn adopte la prononciation locale de « pic de Ramond », en hommage à Louis Ramond de Carbonnières, père du pyrénéisme.
Ces toponymes se retrouvent souvent dans la région, car d'origine commune, avec une orthographe qui peut varier légèrement. Ainsi, existent un Grand Astazou et un Petit Astazou dans le massif du Mont-Perdu, ainsi qu'un soum de Ramond. De même il existe un pic de Campbieil dans le massif de Perdiguère, plusieurs lac Nère, etc.

## Géographie

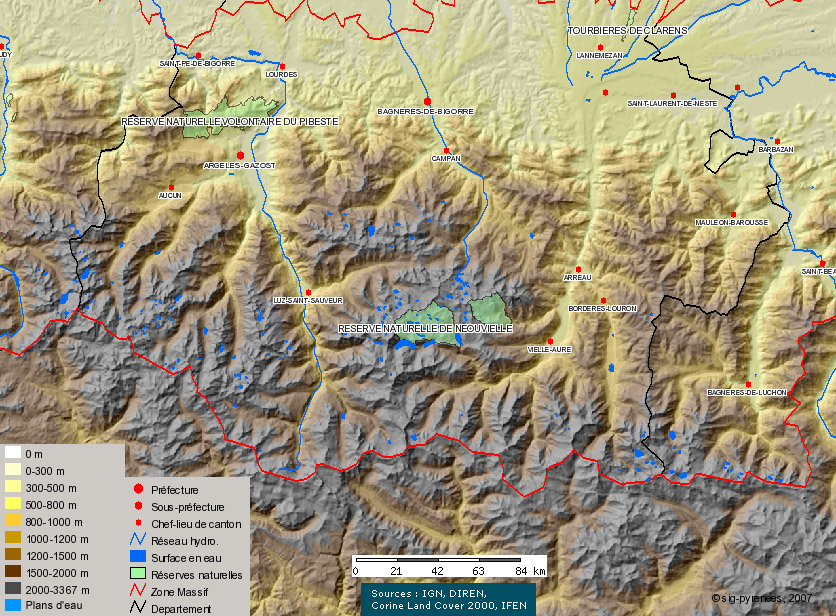
Carte de la zone du Néouvielle.

Le massif se situe entièrement dans le département français des Hautes-Pyrénées, sur les communes de Gavarnie-Gèdre au sud-ouest, Luz-Saint-Sauveur et Barèges au nord-ouest, Saint-Lary-Soulan et Aragnouet au sud-est.
Il est délimité à l'ouest par la vallée de Luz-Gavarnie (pays Toy) et plus loin le massif d'Ardiden, au nord par le massif de Lascours et du pic du Midi de Bigorre, à l'est par le massif de l'Arbizon et la vallée d'Aure, au sud par le massif de la Munia.
| Vallée de Barèges Massif de Lascours | Col du Tourmalet Massif du Pic-du-Midi-de-Bigorre | Massif de l'Arbizon       |
| Pays Toy Massif d'Ardiden            | massif du Néouvielle                              | Massif de l'Arbizon       |
| Vallée de Héas Massif du Mont-Perdu  | Hourquette de Héas Massif de la Munia             | Vallée d'Aure (Aragnouet) |

Tout le nord du massif est une zone de montagnes comprises entre 2 000 et 2 700 m d'altitude. La limite avec le massif de l'Arbizon au nord-est n'est pas nette : il n'y a pas de vallée profonde entre les deux massifs et tout le versant ouest de l'Arbizon fait partie de la même unité géologique que le secteur du pic de Néouvielle, faite de roches plutoniques de type granodiorite. C'est dans cette zone de transition au nord-est que se concentre un grand nombre de petits lacs.
La zone des « 3 000 », terme pyrénéiste pour désigner les sommets de plus de 3 000 m d'altitude, se trouve exclusivement au sud, à partir du pic de Néouvielle.

### Principaux sommets

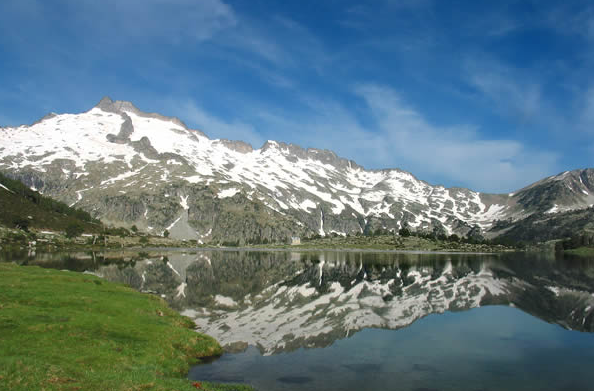
Pic de Néouvielle vu depuis le lac d'Aumar.

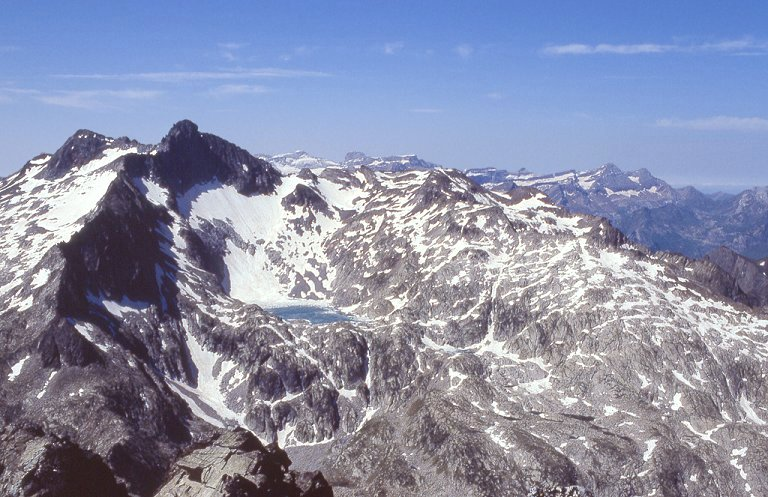
Sommet du pic Long au premier plan, pic Badet à gauche.

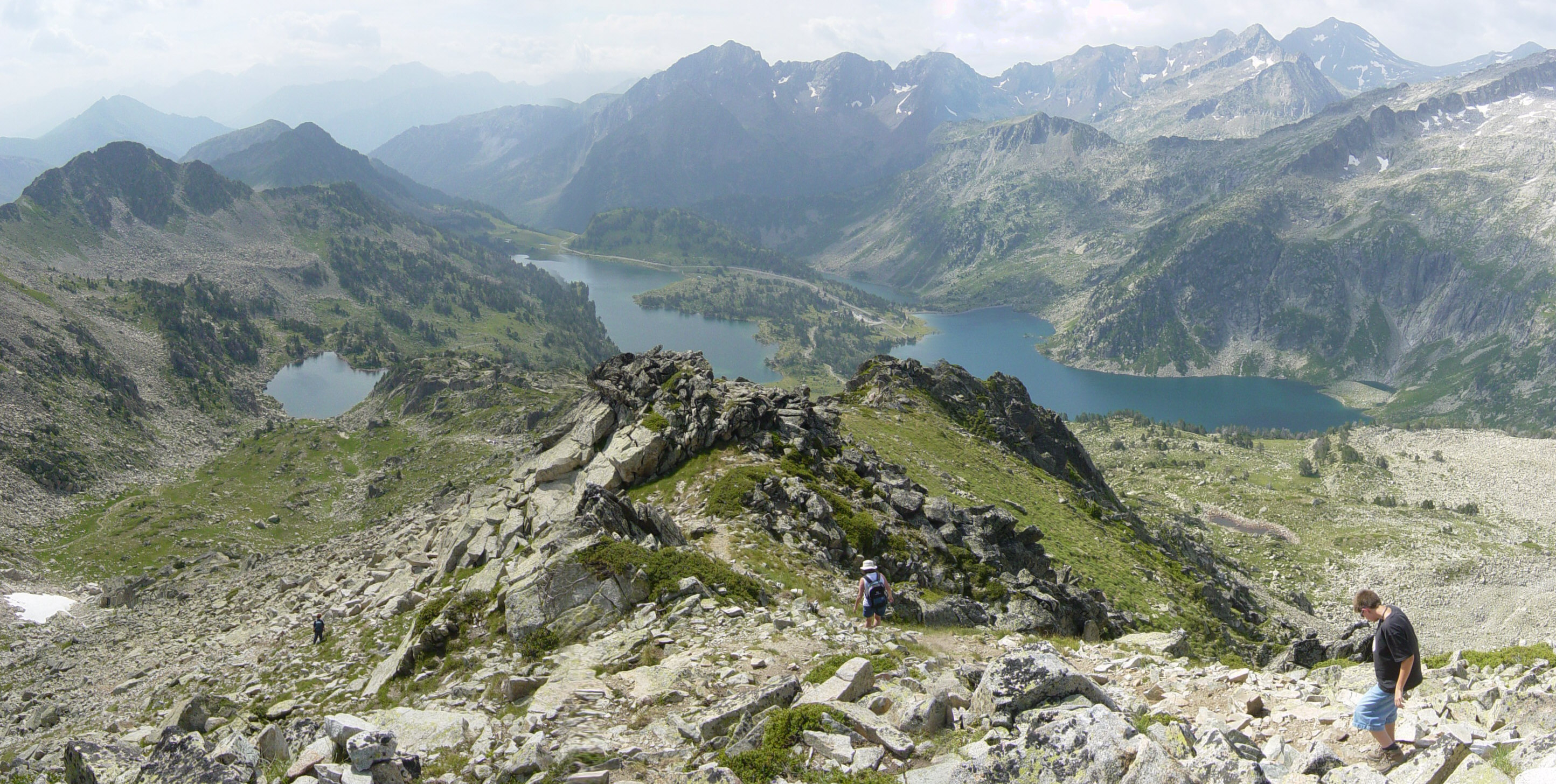
Descente du GR10 vers le sud depuis le col de Madamète. Au premier plan, les lacs Gourg de Rabas à gauche, d'Aumar au centre, et d'Aubert à droite. En second plan à droite, l'arête du pic de Néouvielle. En arrière-plan, de droite à gauche, le pic de Campbieil, le pic d'Estaragne, le pic Méchant et le pic de Bugatet. Tout au fond à gauche dans la brume, de droite à gauche, le pic d'Aret en vallée d'Aure et le massif de Batchimale.

Les « 3 000 » sont eux-mêmes répartis en deux groupes :
- le groupe du Néouvielle au nord, sommets granitiques façonnés par les glaciers[3], avec un système d'arêtes convergeant vers les sommets du Néouvielle ou du pic des Trois-Conseillers, délimitant d'anciens cirques glaciaires :
  - pic de Néouvielle ou d'Aubert 3 091 m,
  - pic Ramougn 3 011 m,
  - pic des Trois-Conseillers ou de Maniportet 3 039 m,
  - Turon de Néouvielle 3 035 m ;
- le groupe Pic Long-Campbieil au sud, composé de roches sédimentaires[3], secteur plus grand et légèrement plus élevé :
  - pic Maubic 3 058 m,
  - pic Long 3 192 m, plus haut sommet du massif et 27e plus haut des Pyrénées[4],
  - pic de Bugarret ou d'Estibère Bonne 3 031 m,
  - dent d'Estibère-Male 3 017 m,
  - pic de Crabounouse 3 021 m,
  - pic Badet 3 160 m,
  - pic Maou 3 074 m,
  - pic de Campbieil 3 173 m,
  - pic d'Estaragne 3 006 m,
  - cylindre d'Estaragne ou Grand Pic 2 995 m,
  - Lenquo de Capo 2 716 m.

### Hydrologie

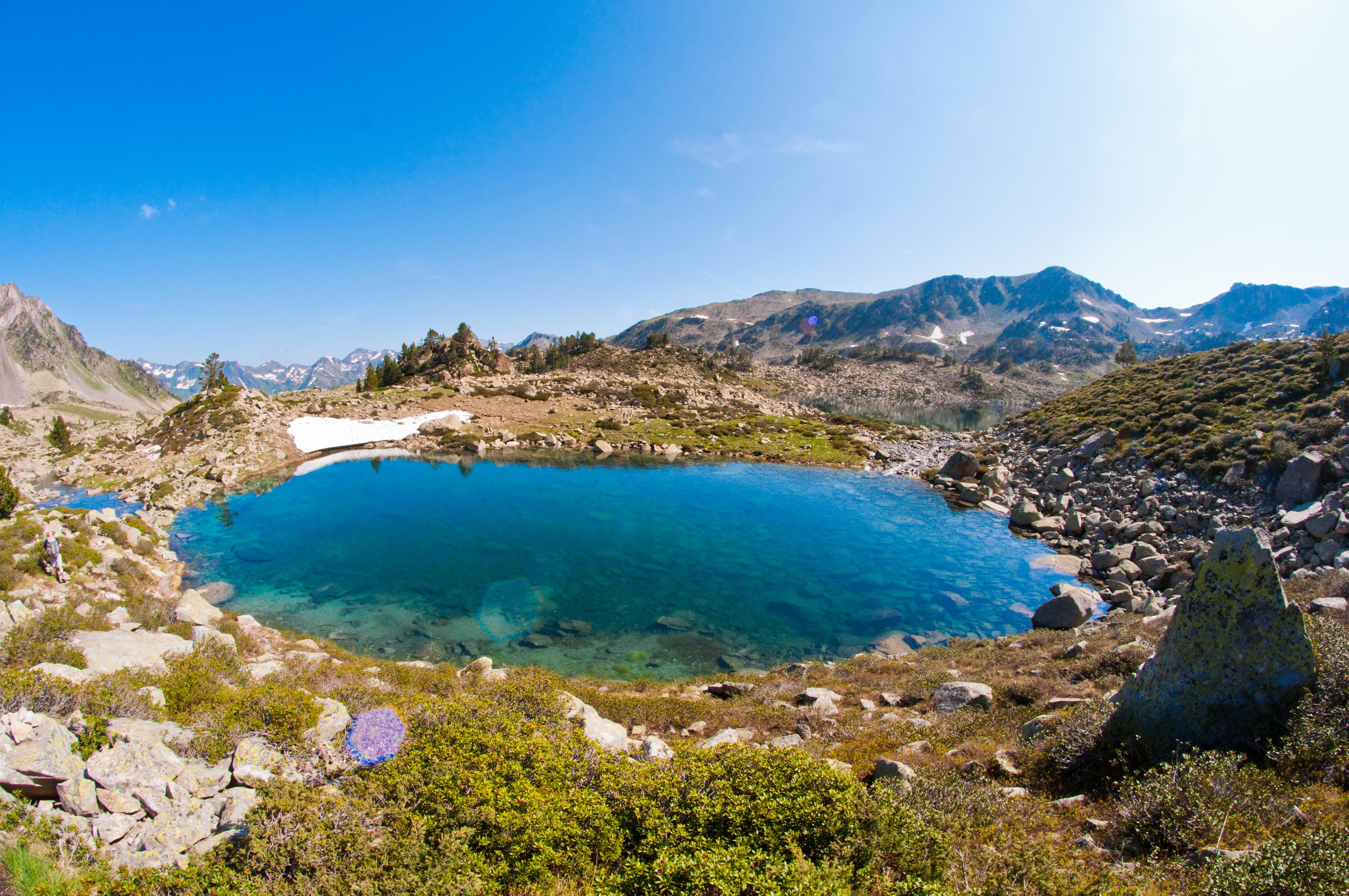
Lac de Mounicot, un des petits lacs de la zone nord-est

Le massif est le résultat d'une érosion glaciaire qui, par les phénomènes d'ombilic glaciaire (surcreusement en un endroit) et de verrou glaciaire (zone résistant au creusement), a donné naissance à de nombreux petits cirques et lacs après que les glaciers se sont retirés. On compte environ 70 lacs et laquets de taille très différente. Le plus grand lac naturel est le lac d'Aumar avec 25 ha, les plus grands lacs d'Aubert, d'Orédon et de Cap de Long étant des lacs de barrage. Deux autres grands lacs, le lac de l'Oule et le lac de Gréziolles, se situent à la limite du massif de l'Arbizon.
Ces lacs sont alimentés par un réseau de petites rivières issues des cirques glaciaires. Les petits lacs sont d'un intérêt écologique important concernant la flore et la faune aquatique de montagne, et sont étudiés scientifiquement par la station biologique du lac d'Orédon comme le lac de Port-Bielh.

### Géologie

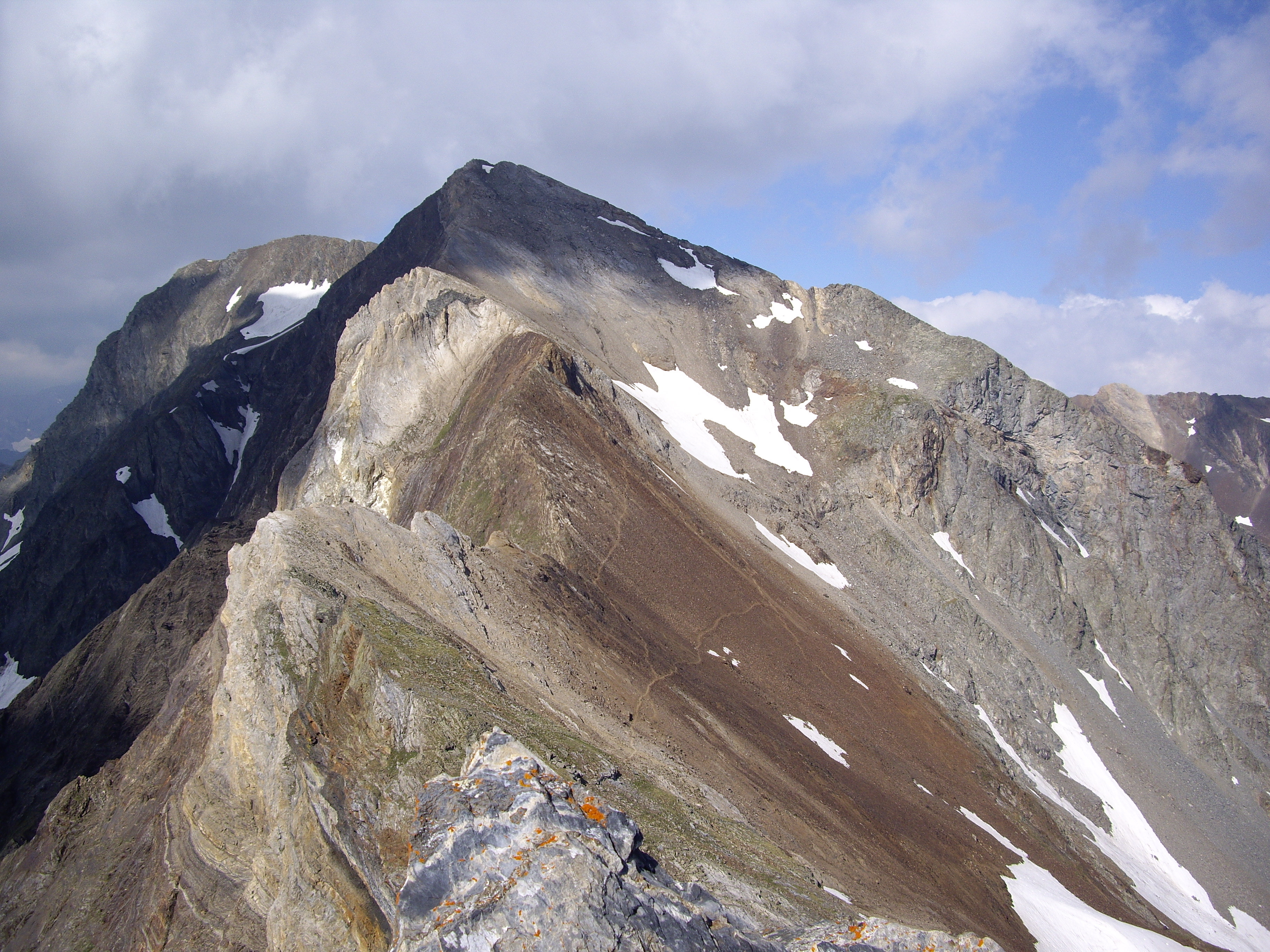
Pic de Campbieil au sud du massif, strates sédimentaires composées de pélites et de grès, unité de la Munia

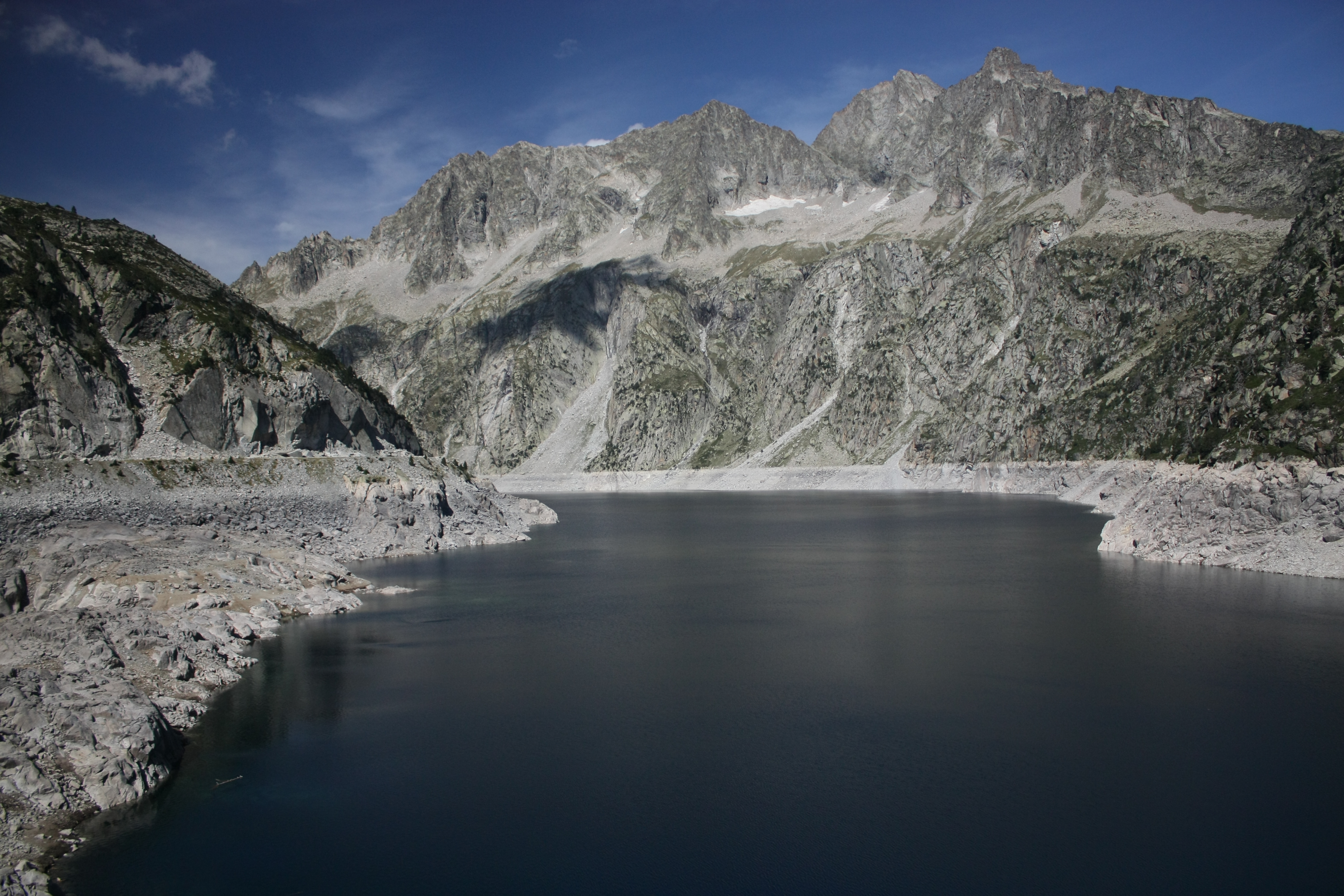
Paysage granitique du secteur du Néouvielle (photo depuis le lac de Cap de Long).

Toute la partie méridionale du massif jusqu'au pic Long, ainsi que la zone ouest et nord-ouest, sont composées de roches sédimentaires à base de calcaires, schistes et de grès datant du Dévonien (−420 à −360 Ma), et que l'on nomme la nappe de Gavarnie. C'est une nappe de charriage qui s'étend sur une partie de la zone axiale des Pyrénées, dont les massifs adjacents du Mont-Perdu (secteur nord) et de la Munia. Les couches de la nappe sont issues de la diagenèse (solidification) de dépôts sédimentaires marins au fond de l'océan Rhéique, océan existant au Dévonien dans l'hémisphère sud. La migration de ces couches dans l'hémisphère nord est due à la remontée vers le nord des plaques tectoniques situées sous cet océan, lors de l'orogenèse varisque (collision entre les paléo-continents du Gondwana et de la Laurussia).
La zone nord-est du massif, du pic Long jusqu'au massif de l'Arbizon (et englobant la réserve naturelle nationale du Néouvielle), est située sur un pluton formé de granodiorites et de granites calco-alcalins à biotite. Ce pluton fait 98 km2 et s'est formé au Carbonifère il y a −300 Ma, à l'occasion d'une intrusion magmatique lors de la formation de la chaîne varisque. La poche magmatique formée en profondeur, dans la racine de la chaîne varisque, se refroidit alors très lentement durant des milliers d'années. De -260 à -100 millions d'années, de la fin du Permien au milieu du Crétacé, l'ouverture de l'océan Neo-Thétis et de l'océan Atlantique érode fortement la chaîne varisque jusqu'à son socle, si bien qu'il ne reste plus qu'à la fin une pénéplaine. On observe alors un affleurement progressif du socle granitique.
À partir de −100 Ma au Crétacé, la remontée de la plaque africaine entraîne avec elle la plaque ibérique, qui commence à passer sous la plaque eurasiatique. La collision des croûtes situées sur ces plaques engendre une montée en altitude des roches, c'est la phase de soulèvement des Pyrénées vers −40 Ma à l'Éocène.
Toutefois, les caractéristiques actuelles du relief sont dues à l'érosion au cours des derniers 5 millions d'années : l'alternance de périodes de refroidissement et réchauffement creuse les roches sédimentaires assez profondément pour laisser apparaître le pluton au nord-est du massif. Au cours du Pliocène et Pléistocène, de −5 Ma à −10 000 ans, de nombreux glaciers sont à l'origine des cirques glaciaires et des vallées glaciaires. Dans la nappe de Gavarnie de nature sédimentaire, les glaciers creusent de profondes vallées comme la vallée d'Aure au sud-est ou les vallées de l'ouest vers Gavarnie-Gèdre. Dans les roches granitiques plus résistantes, on voit apparaître de petits cirques et de petites vallées glaciaires, permettant durant l'Holocène, à partir de −10 000 ans, la formation des nombreux lacs glaciaires.

Coupe géologique des Pyrénées au niveau du massif du Néouvielle : la plaque ibérique à gauche passe sous la plaque continentale à droite, au centre les couches sont remontées et fortement plissées (traits et pointillés noirs). Puis l'érosion draine les roches des hauts sommets vers les plaines (traits en pointillés), ce qui fait affleurer le pluton du Néouvielle (en rouge au centre de la chaîne).

### Climat
Le massif du Néouvielle possède un microclimat car situé à l'abri de crêtes partant du pic de la Munia, en passant par celles du Néouvielle, jusqu'à l'Arbizon. De plus, l'exposition générale du massif étant orientée au sud, la résultante de ces caractéristiques donne un microclimat plus chaud et plus sec que les autres hauts massifs environnants, ce qui induit le relèvement en altitude des zones de vie de nombreuses espèces de montagne. Ainsi les forêts de pin à crochets atteignent des records d'altitude (jusqu'à 2 600 m) et le crapaud accoucheur peut vivre jusqu'à 2 400 m.
Ce climat ralentit aussi la décomposition du bois, ce qui laisse par endroits un paysage naturel d'arbres morts, et fait prospérer les insectes xylophages.

### Faune et flore

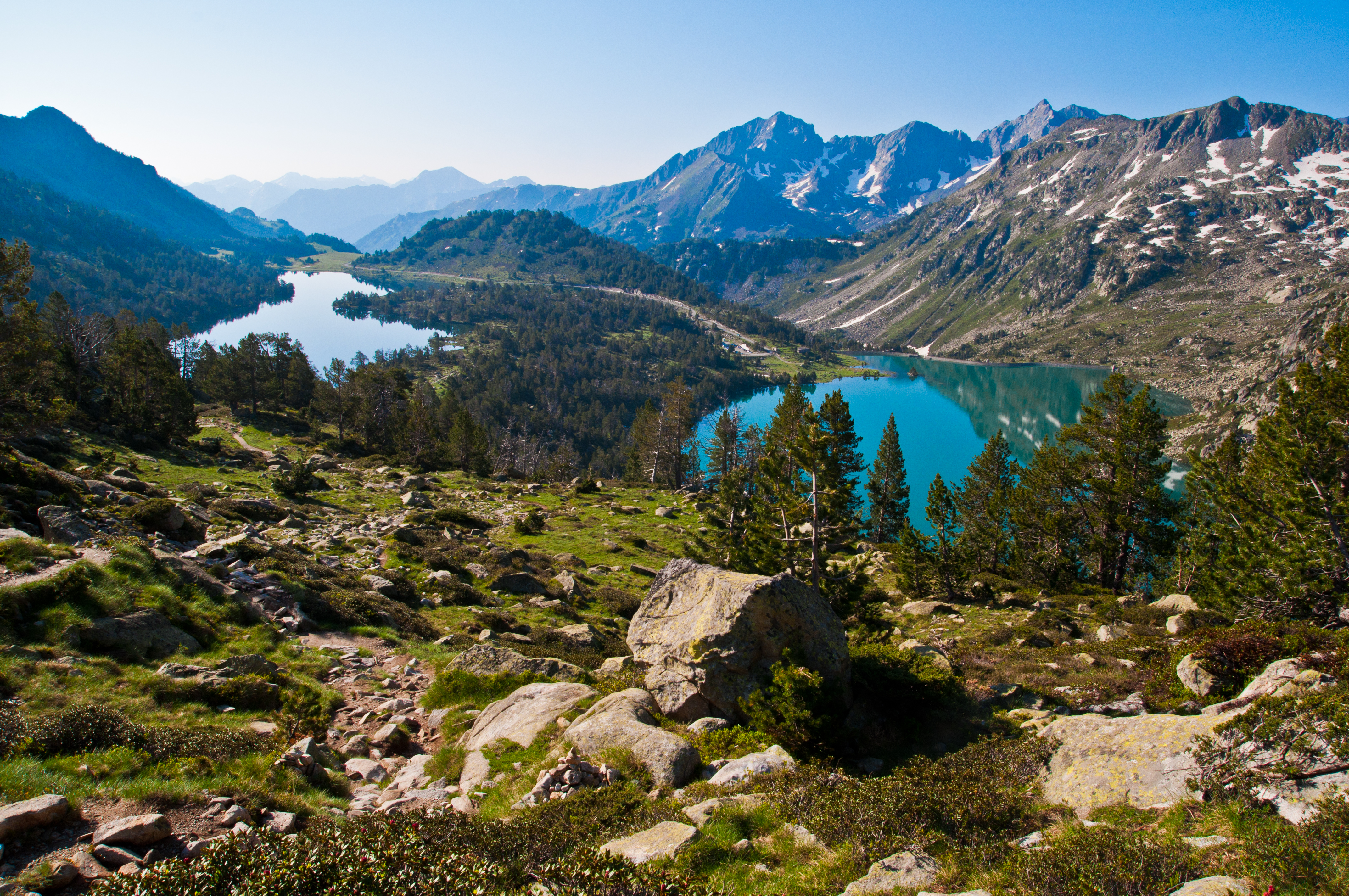
Forêt ouverte de pins à crochets au niveau du lac d'Aumar et du lac d'Aubert dans la réserve naturelle nationale du Néouvielle.

Les anciens glaciers ayant abrasé un socle granitique dur, le massif a la particularité d'être lacustre, comptant 70 lacs et laquets, avec tout un réseau de petites rivières et vallées. De plus, grâce à son microclimat chaud et sec, cela engendre un environnement propice à la vie en altitude : on recense une flore très diversifiée avec 1 250 plantes vasculaires dont une vingtaine d'espèces très rares, 571 espèces d'algues différentes,, ainsi que 370 espèces animales rien que dans la réserve naturelle nationale du Néouvielle, notamment des espèces endémiques comme le Desman des Pyrénées.
On retrouve des pins à crochets (Pinus mugo) à 2 600 mètres d'altitude, la digitale pourpre (Digitalis purpurea) jusqu'à 1 815 mètres sur les berges du lac de l'Oule, et le crapaud accoucheur (Alytes obstetricans) jusqu'à 2 400 mètres, ce dernier restant à l'état de têtard pendant dix ans.
Les eaux des lacs accueillent de nombreuses truites fario, et les environs des lacs sont caractéristiques de la biocénose pyrénéenne, avec des forêts de pins sylvestres (Pinus sylvestris) et des pins à crochets, ainsi que des landes de rhododendrons comme le rhododendron ferrugineux (Rhododendron ferrugineum), et des mousses comme la sphaigne (Sphagnum) au bord des lacs. Ces forêts et pelouses sont le refuge du grand Tétras (Tetrao urogallus) et d'une multitude de passereaux, tels le rougequeue noir (Phoenicurus ochruros), le venturon montagnard (Carduelis citrinella), le Bec-croisé des sapins (Loxia curvirostra), ou encore des pipits de la famille des Motacillidae. Sur les flancs de montagnes se trouvent des marmottes (Marmota marmota), isards (Rupicapra pyrenaica), et des grands rapaces tels le gypaète barbu (Gypaetus barbatus), le vautour fauve (Gyps fulvus) et le vautour percnoptère (Neophron percnopterus).
La flore aquatique, comme au lac de Port-Bielh, abrite de nombreuses microalgues monocellulaires mais aussi un importante communauté algale benthique (algues croissant sur le fond ou près du fond). On note ainsi la présence de la Nitelle flexible (Nitella flexilis). Quant à la faune aquatique, elle comprend notamment des cladocères, des crustacés et des larves d'insectes.

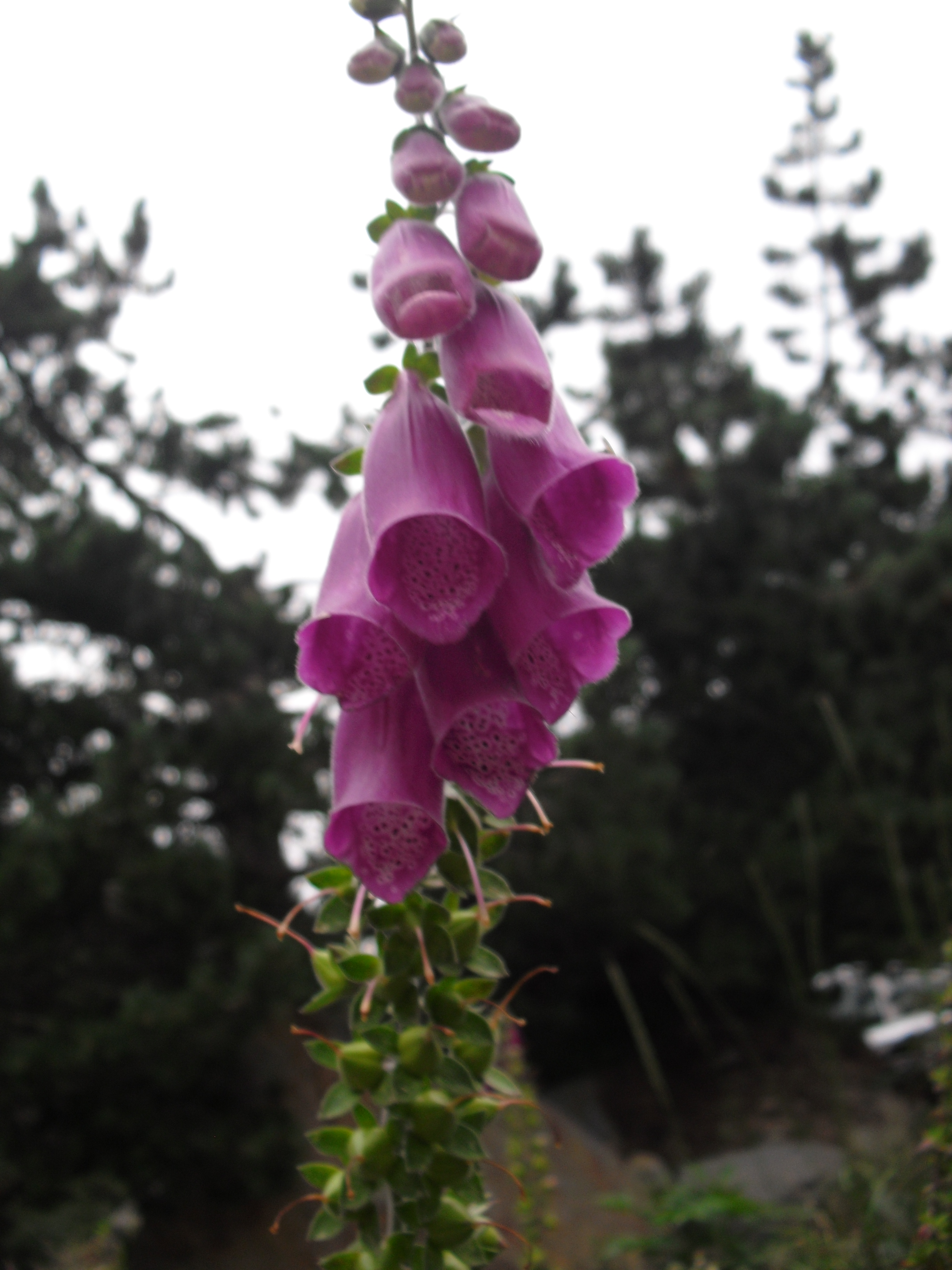
Digitale pourpre Digitalis purpurea, sur les berges du lac de l'Oule à 1 815 m.
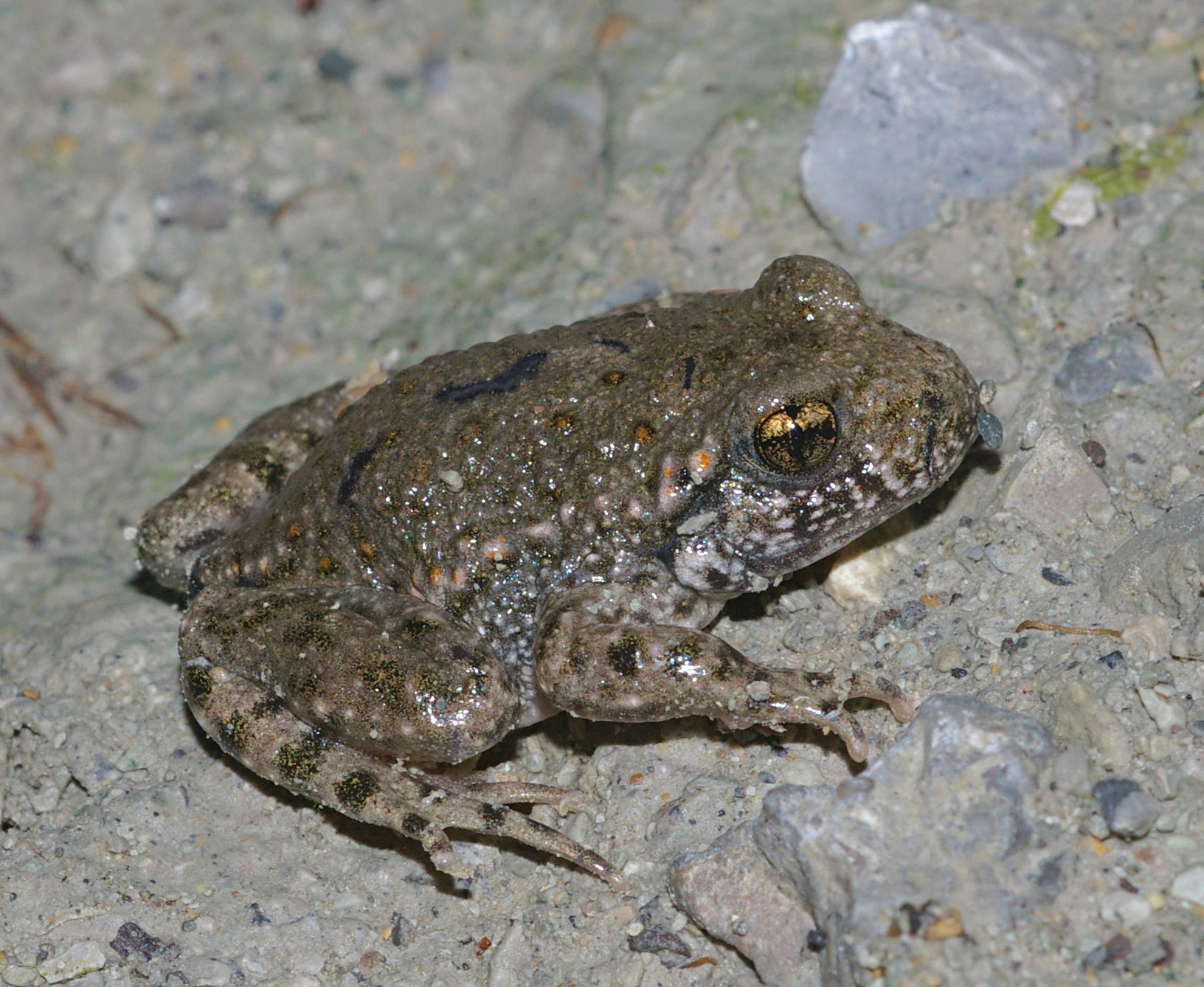
Alyte accoucheur, ou crapaud accoucheur, Alytes obstetricans.
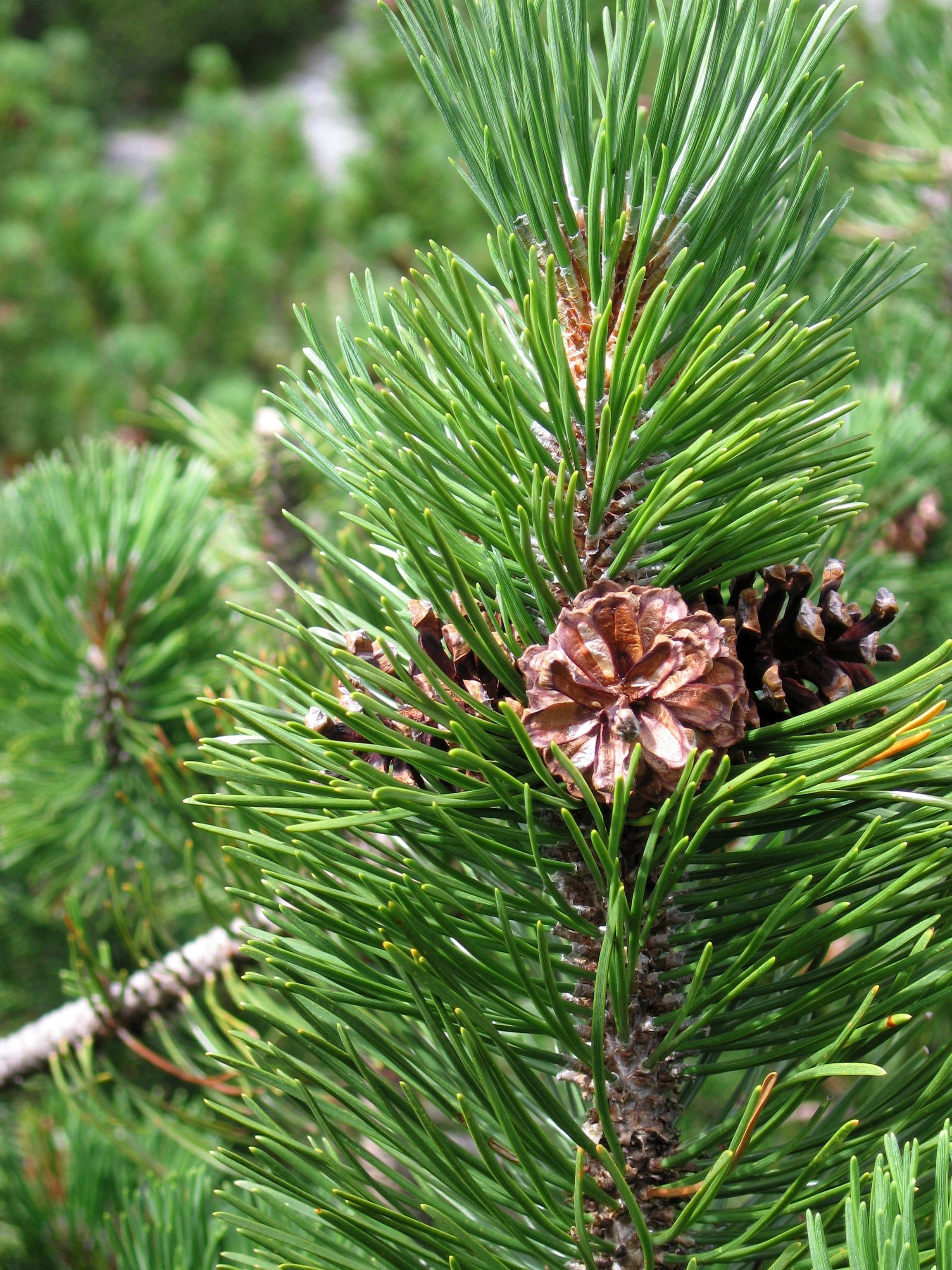
Pin à crochets, Pinus uncinata.
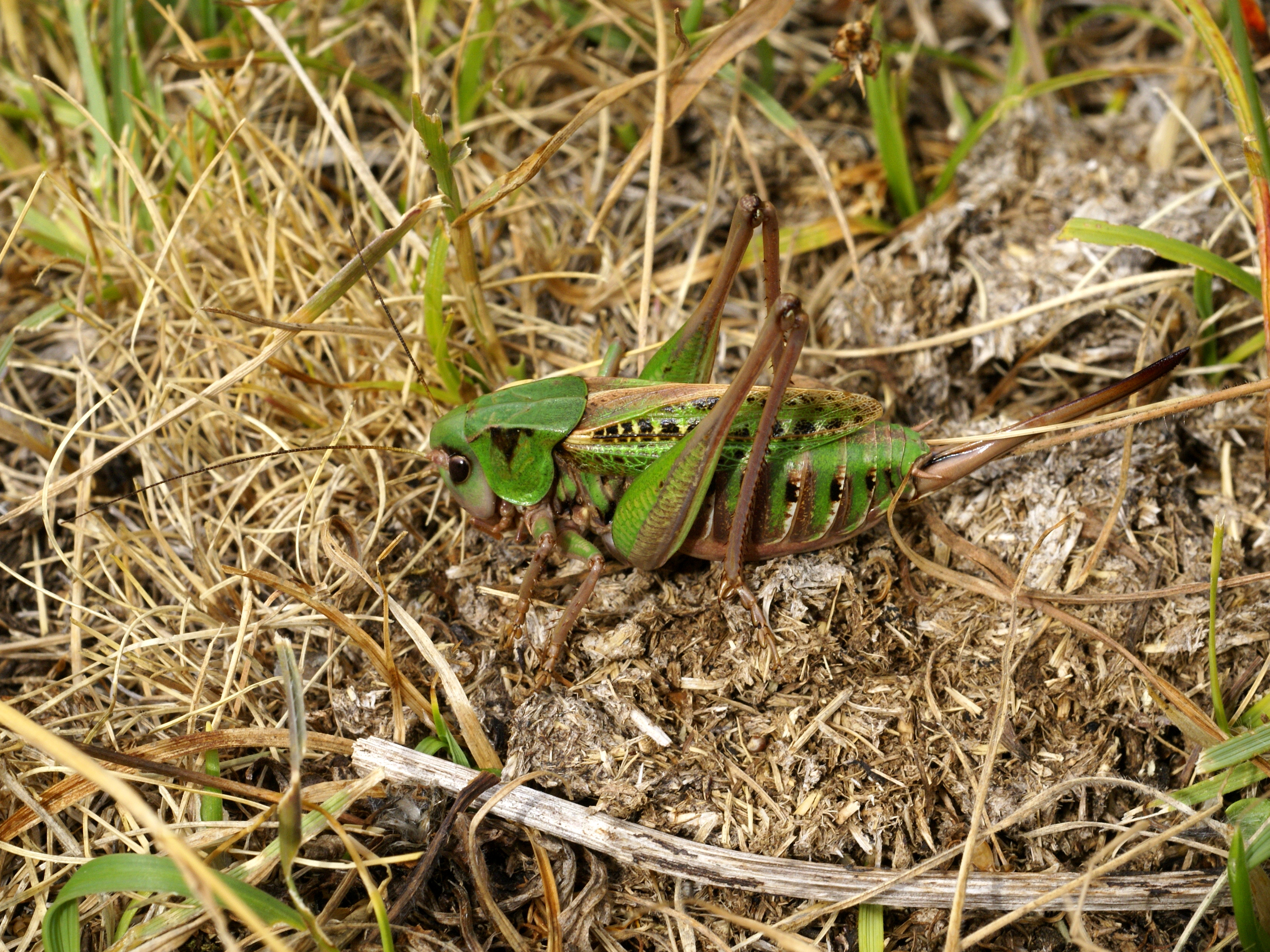
Dectique verrucivore, Decticus verrucivorus.
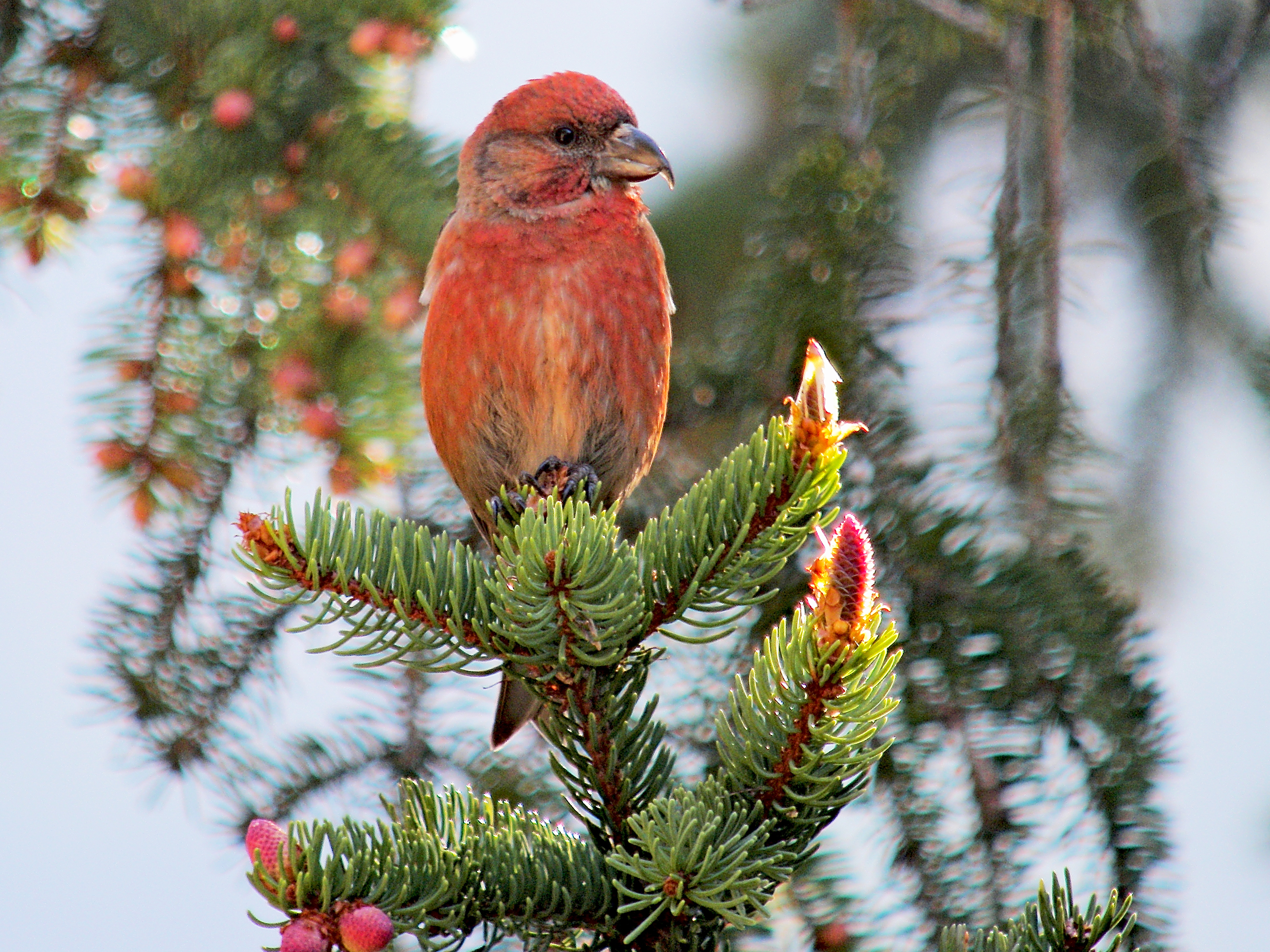
Bec-croisé des sapins, Loxia curvirostra.
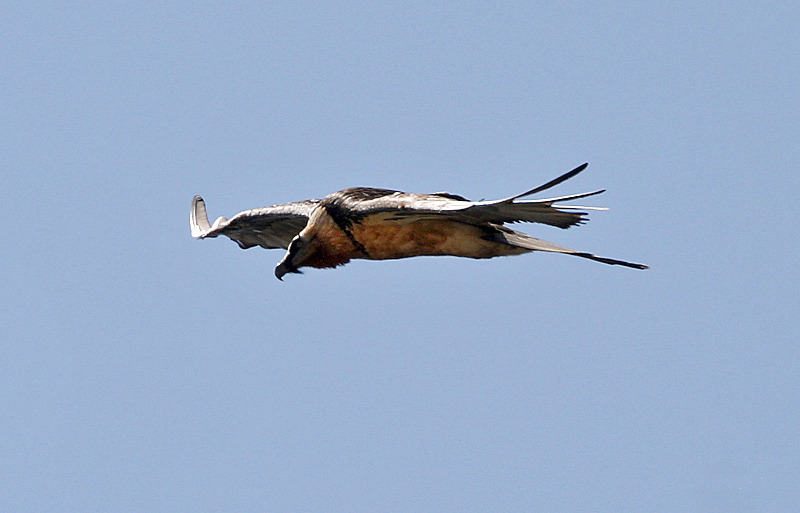
Gypaète barbu, Gypaetus barbatus.

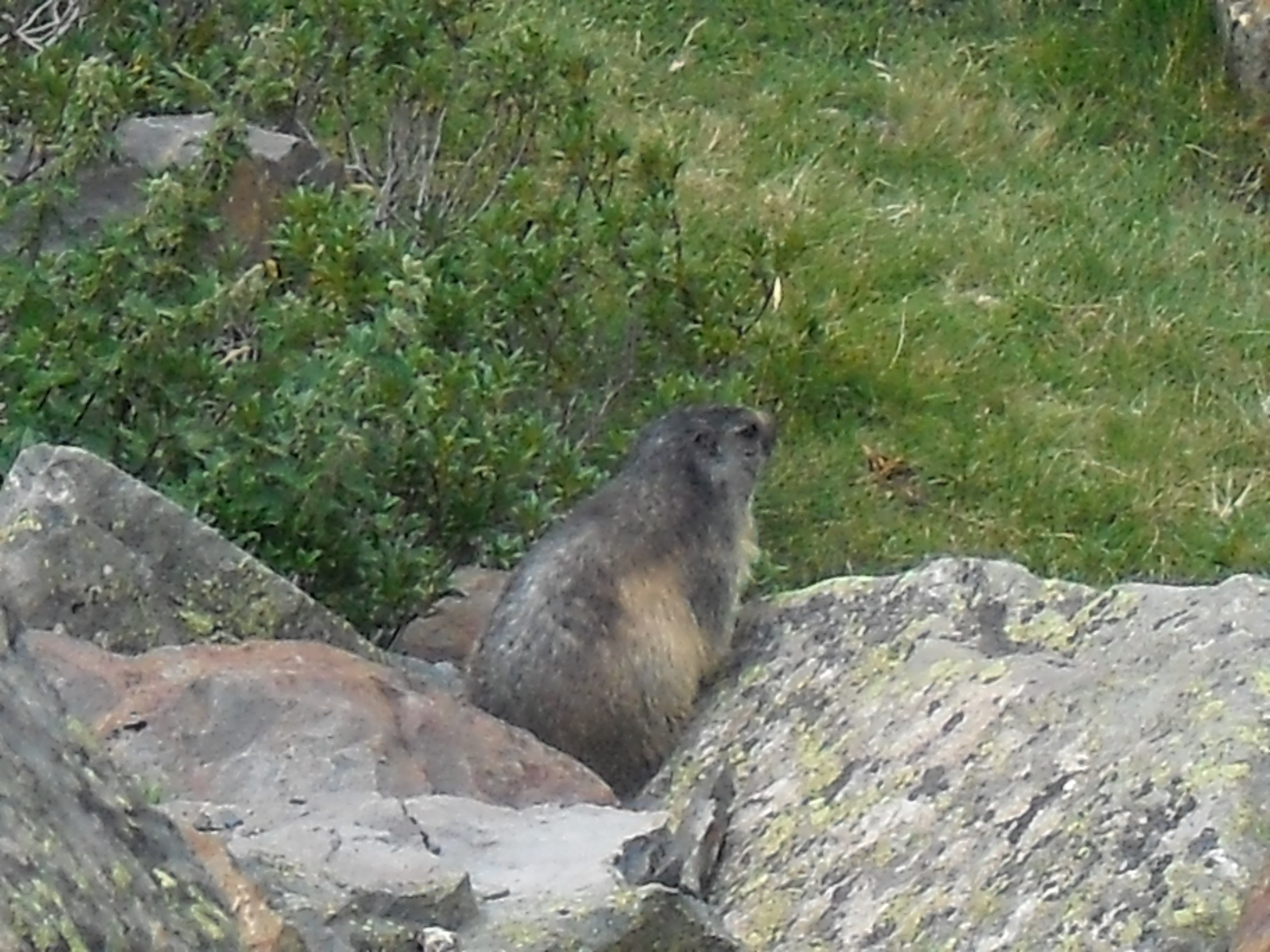
Marmotte, Marmota marmota.
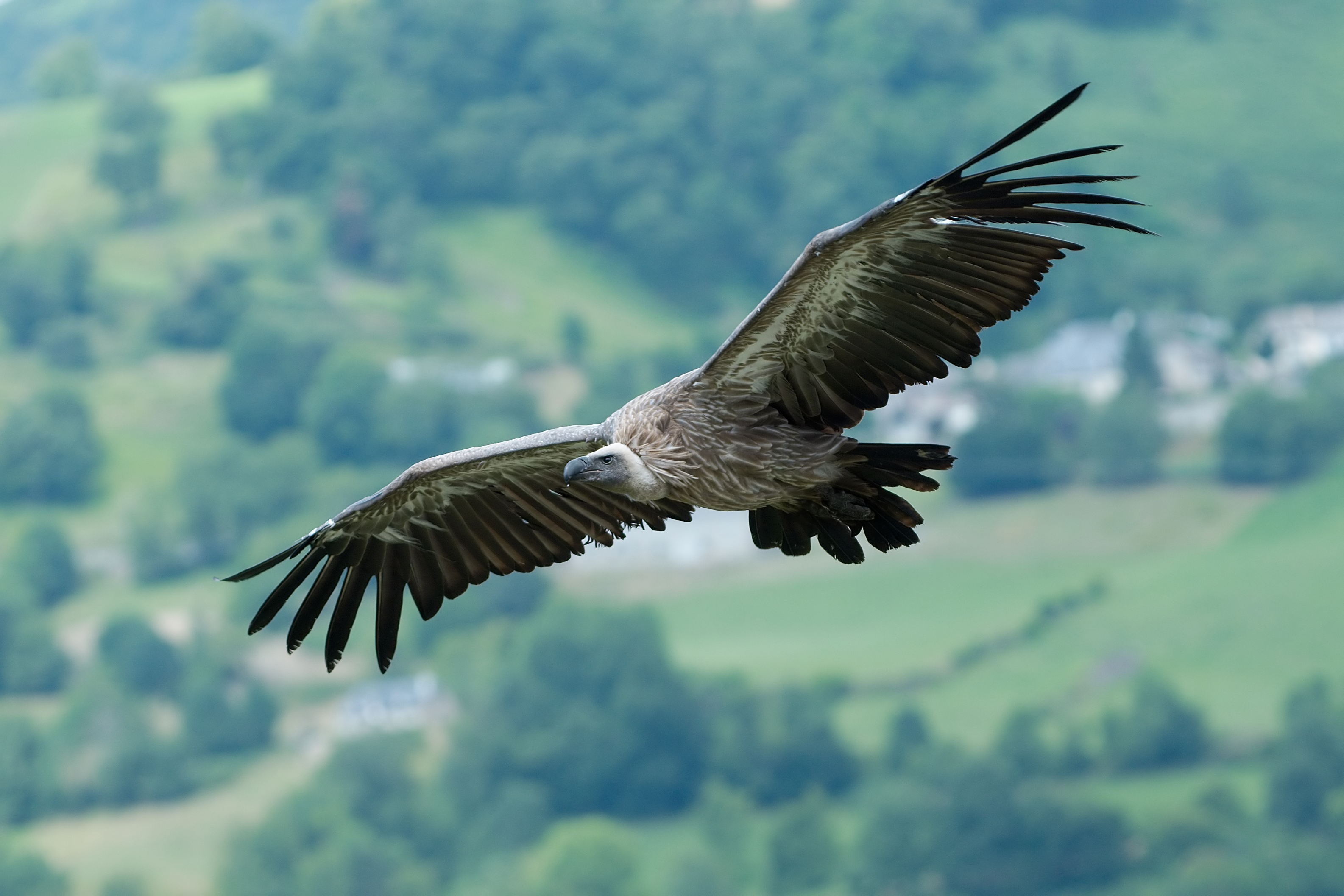
Vautour fauve, Gyps fulvus.
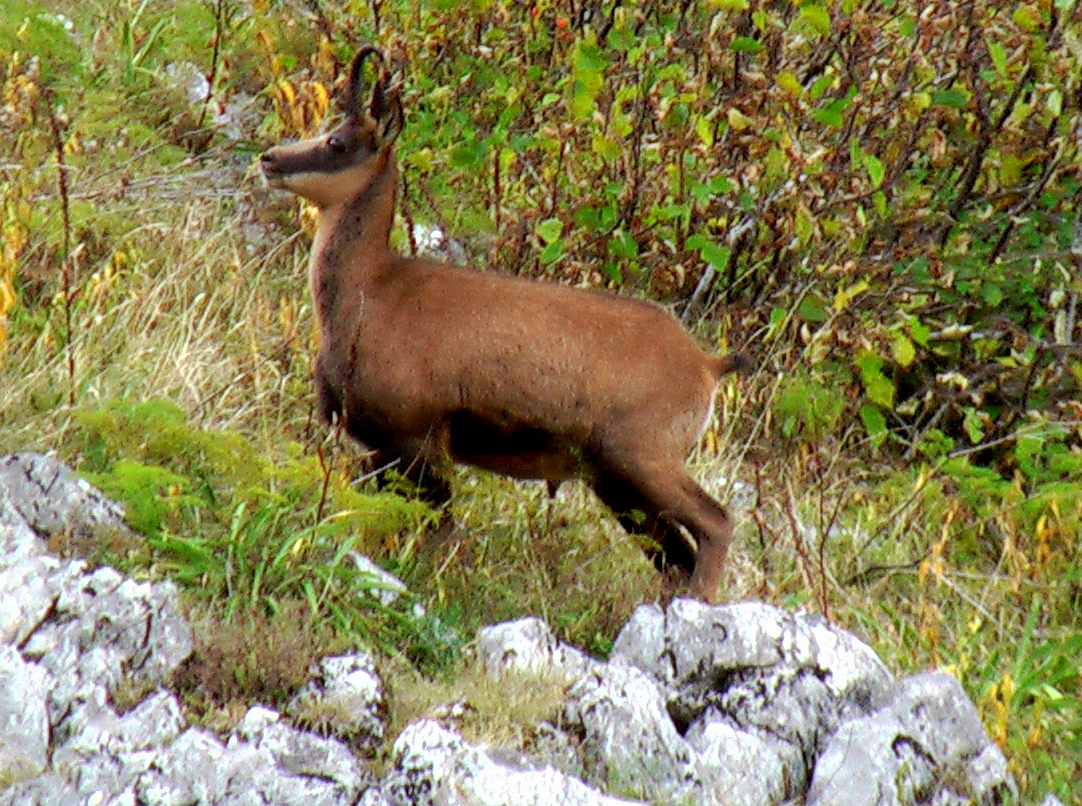
Isard, Rupicapra pyrenaica.
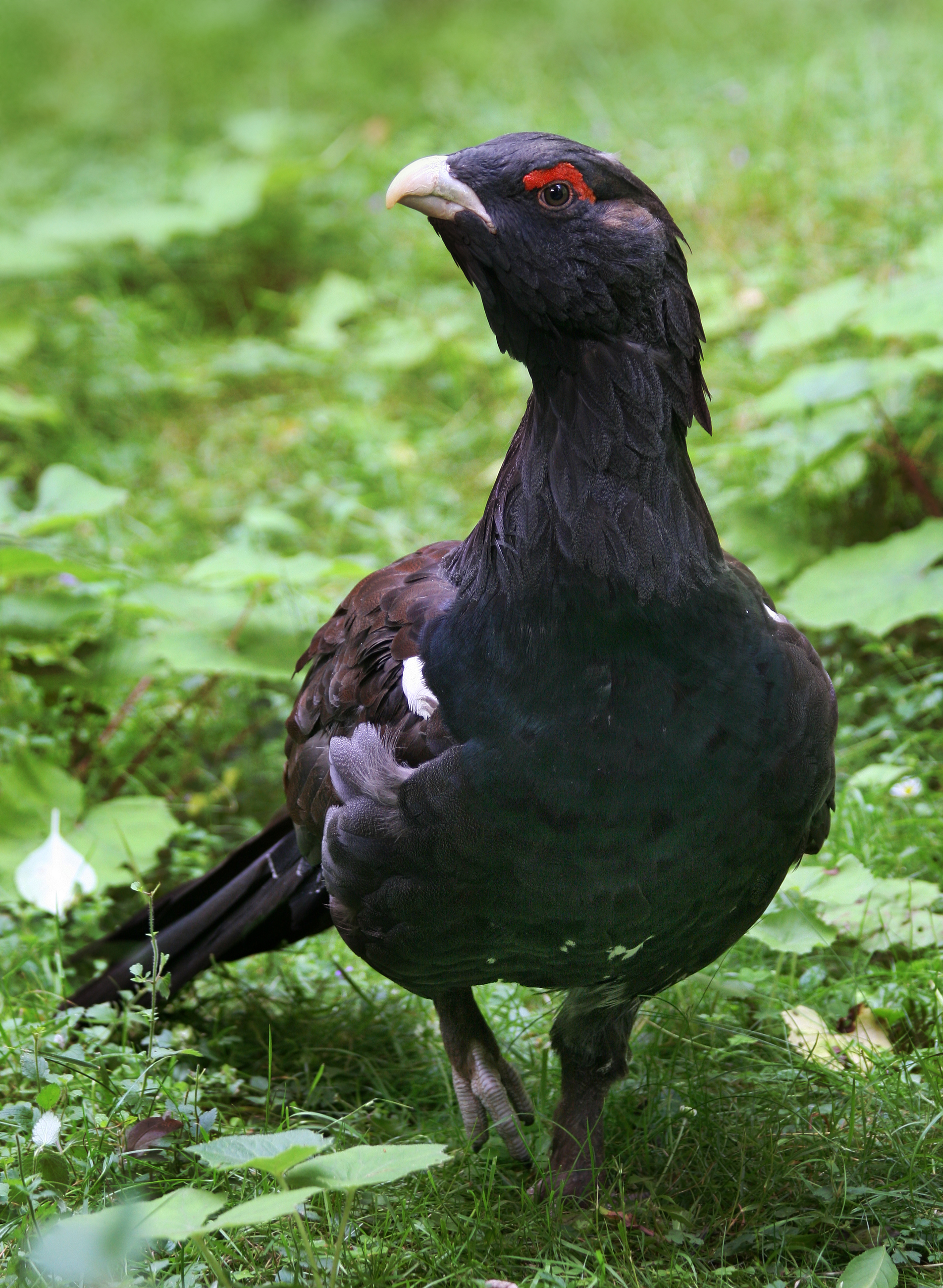
Grand Tétras, Tetrao urogallus.
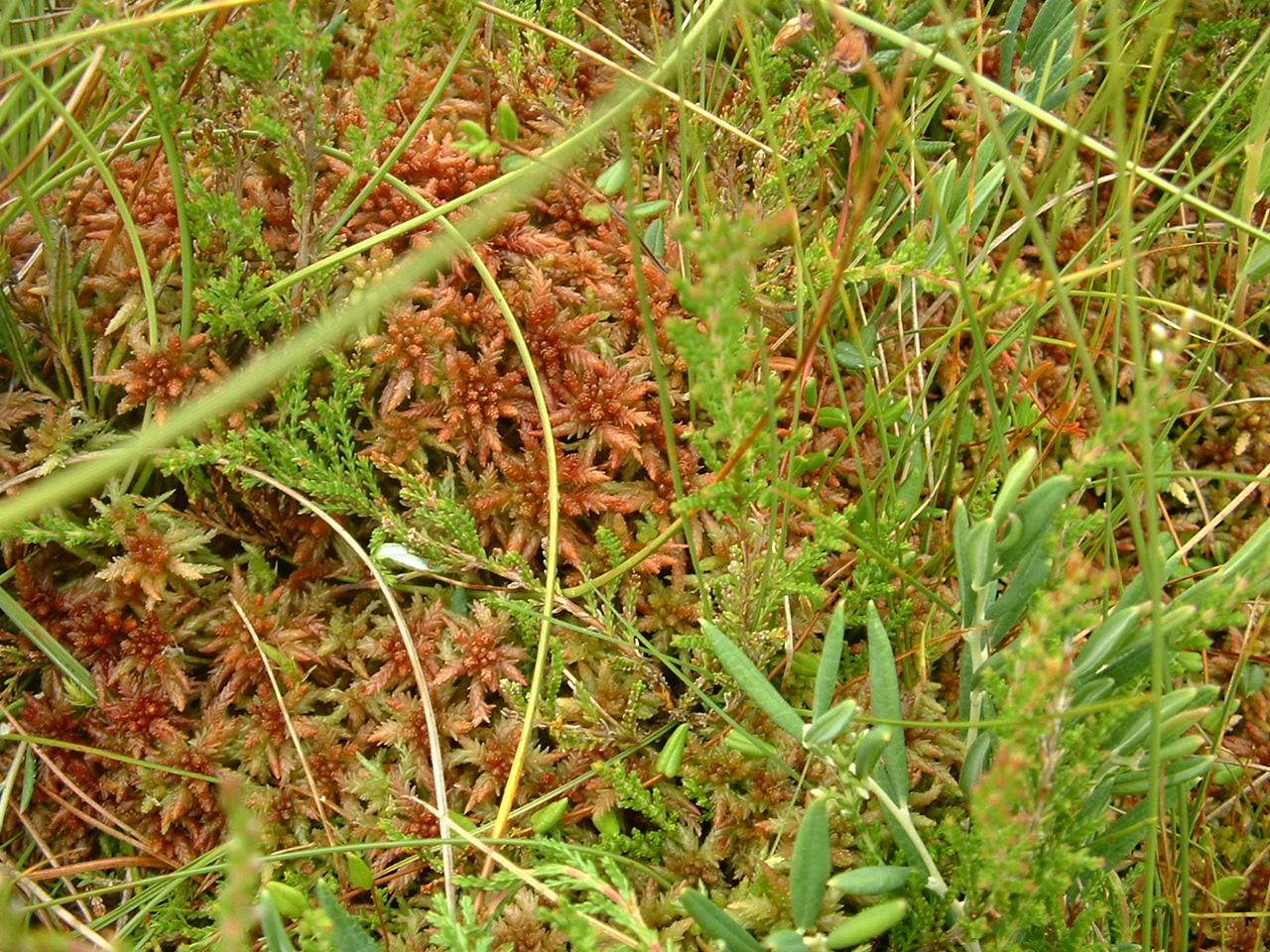
Sphaigne, Sphagnum.
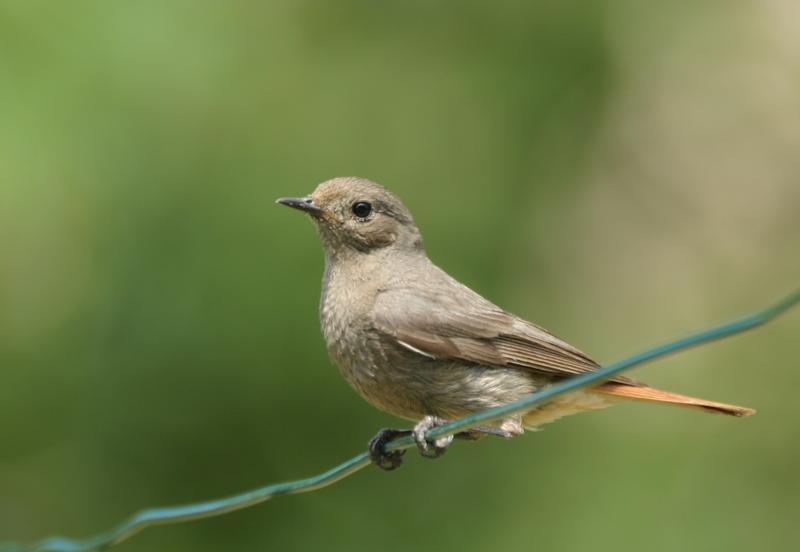
Rouge-queue noir, Phoenicurus ochruros.

## Histoire
Les lacs d'origine glaciaire du massif du Néouvielle (Aubert, Aumar, Cap de Long, Orédon, l'Oule, etc.) furent surélevés à partir de la fin du XIXe siècle, puis réaménagés récemment, et fournissent de l'eau potable au piémont pyrénéen ainsi que de l'énergie électrique. En effet, des barrages de retenue sont créés sur ces lacs (sauf pour Aumar qui possède une digue de terre) dès 1882 pour des besoins de production d'hydroélectricité.
La route des lacs, ouverte en 1972, permet de monter jusqu'à 2 200 mètres d'altitude, sur les rives des lacs d'Aumar et d'Aubert. Il avait été envisagé de prolonger cette route jusqu'à Barèges, rejoignant la route montant au col du Tourmalet au niveau de pont de la Gaubie, traversant ainsi le massif du Néouvielle. Cependant depuis 1994, l'accès des véhicules à moteur est restreint à partir du lac d'Orédon, ceci afin de préserver le milieu naturel situé dans la réserve naturelle nationale du Néouvielle. De jour en période estivale, seuls des bus permettent l'accès motorisé aux lacs en amont.
En 2018, sous la pression de l'association France Nature Environnement, le tracé du Grand Raid des Pyrénées est modifié : il faisait le tour du Néouvielle depuis ces 10 dernières années.

## Activités humaines

### Protection

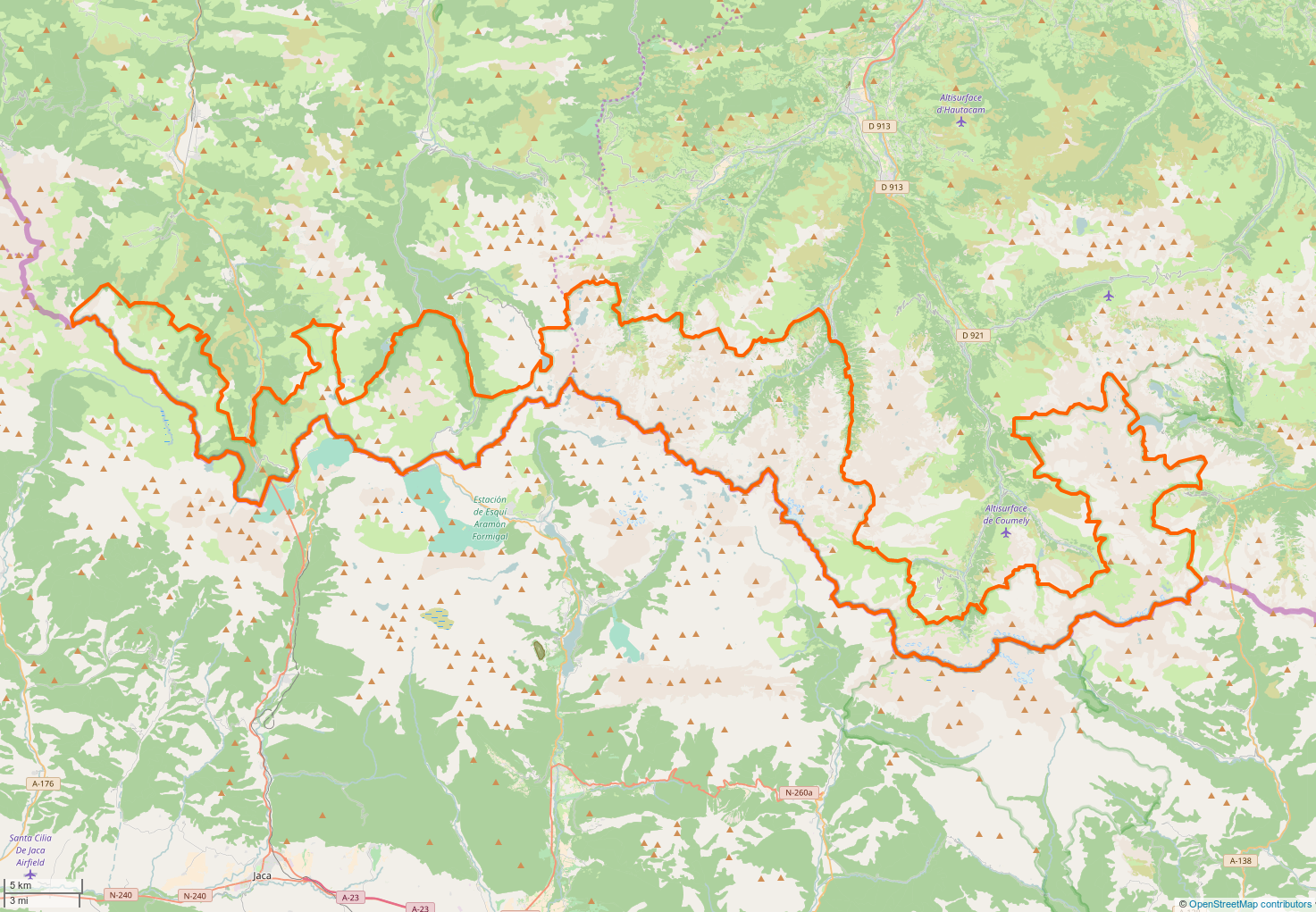
Périmètre du cœur du parc national, l'extrémité nord-orientale couvre le sud du massif du Néouvielle.

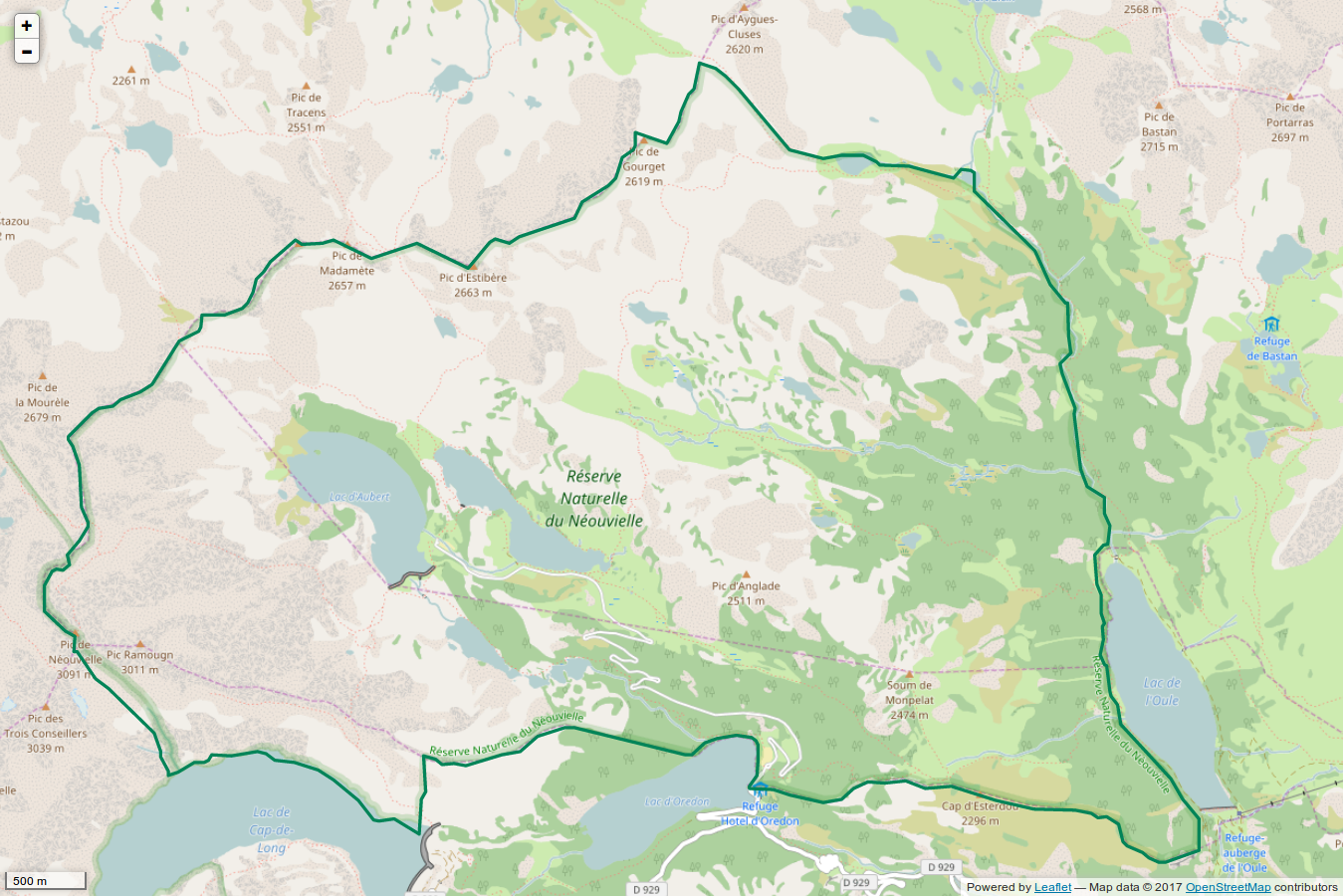
Perimètre de la réserve naturelle nationale du Néouvielle.

Presque tout le massif fait partie d'une zone protégée : la zone sud du pic Long est incluse dans l'extrémité nord-est du parc national des Pyrénées, tandis que pour une partie de la zone nord-est, à partir du pic de Néouvielle et du lac d'Orédon, a été créée spécialement la réserve naturelle nationale du Néouvielle. En effet, c'est dans cette zone que se trouve le plateau des lacs et la plus grande diversité des espèces, tant végétales qu'animales. D'ailleurs la réserve naturelle est plus ancienne et ses règles sont strictes : . Toutefois, toute la partie nord ne se trouve incluse ni dans le parc ni dans la réserve, mais est classée comme zone naturelle d'intérêt écologique, faunistique et floristique (ZNIEFF) de type 1 et de type 2 :
- type 1 qualifie des espaces écologiques de grand intérêt fonctionnel et scientifique, ou qui abritent au moins une espèce ou un habitat rare ;
- type 2 qualifie de grands ensembles naturels riches, peu modifiés, qui offrent des potentialités biologiques importantes.

La réserve naturelle du Néouvielle est créée en 1935 grâce aux professeurs Clément Bressou et Pierre Chouard, en fait une des premières réserves naturelles de France. L'intérêt de cette région était reconnu déjà avant, puisqu'en 1922, un laboratoire de biologie fut construit près du rivage du lac d'Orédon. La réserve est tout d'abord louée par la Société nationale d'acclimatation de France à la commune de Vielle-Aure, même si celle-ci conserve le droit de pâturage et d'exploitation du bois de charpente.
En 1967 est créé le parc national des Pyrénées par le décret no 67-265 et s'étire sur 100 kilomètres de long, soit six vallées dans les départements des Pyrénées-Atlantiques et des Hautes-Pyrénées. Sa partie orientale regroupe le massif de la Munia, la haute vallée d'Aure ainsi que le massif du Néouvielle.
La gestion de la réserve est confiée au parc national des Pyrénées en 1968. Aujourd'hui, la vie de celle-ci est administrée par un comité consultatif composé d'élus locaux, services de l'État, associations et personnalités scientifiques.

### Randonnées

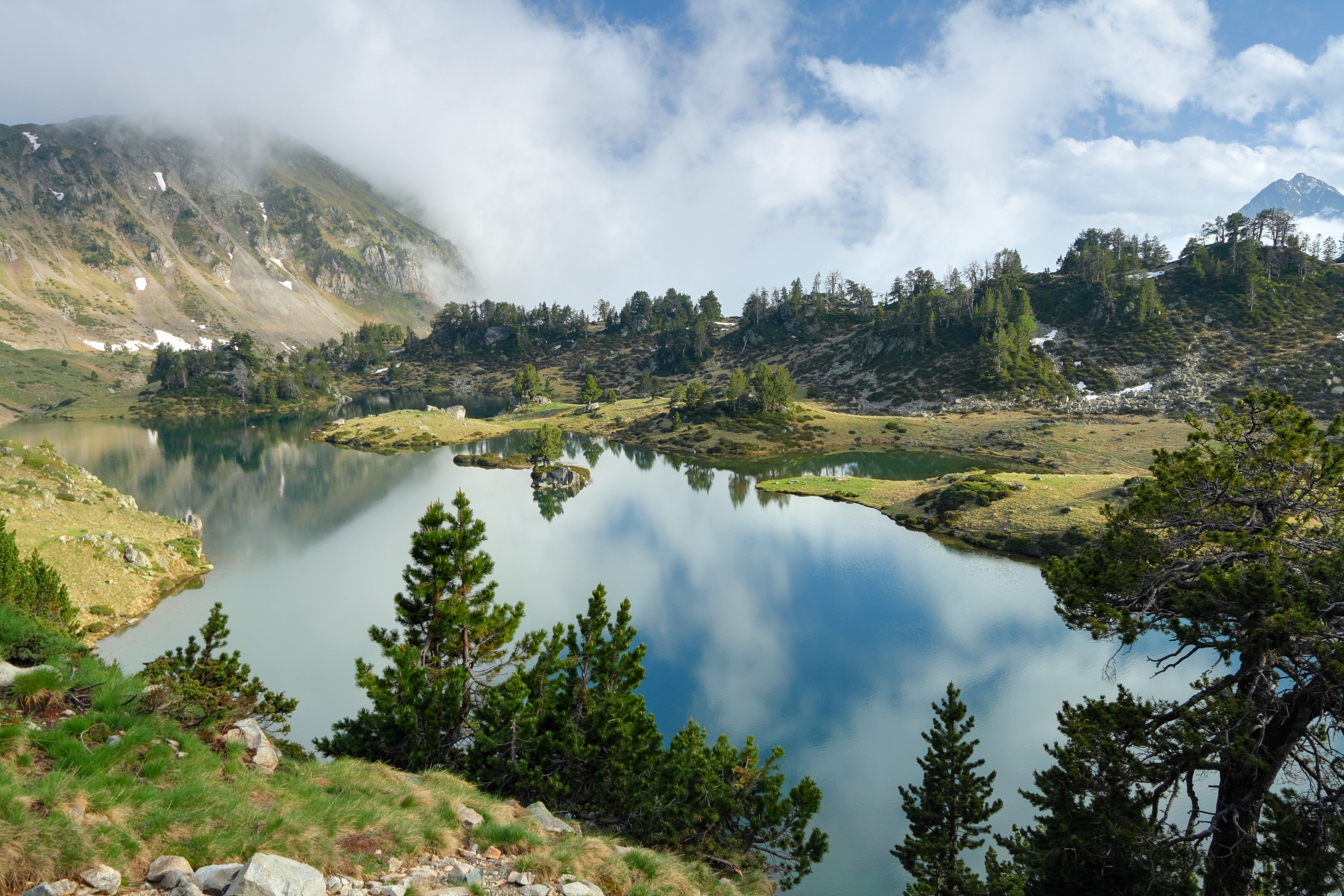
Lac du Milieu de Bastan par le GR 10C.

L'accès par la route dans le centre du massif, au niveau du lac d'Orédon, se fait par la vallée d'Aure à l'est en empruntant la route D 929 en passant par la commune d'Aragnouet. Il est aussi possible d'accéder au chemins de grande randonnée au nord par la vallée de Barèges ou la vallée de Campan (secteur vallée de Gripp), au niveau des versants du col du Tourmalet. Du versant ouest (vallée de Barèges) par le GR 10 et du versant est (vallée de Gripp) par sa variante le GR 10C. Le GR 10 part direction sud-est et passe près du lac dets Coubous, puis les lacs et col de Madaméte, le Gourg de Rabas, les lacs d'Aubert et d'Aumar, et enfin le lac de l'Oule. Le GR 10C part direction sud et passe par les lacs Gréziolles, du Campana, les lacs de Bastan (supérieur, du milieu et inférieur) et rejoint le GR 10 au-dessus du lac de l'Oule.
Les variantes et les randonnées sont nombreuses dans le massif du Néouvielle. On peut accéder aux hauts sommets via des « PR » qui partent des vallées ou du GR 10. Faire une boucle autour du Néouvielle est une façon de découvrir le massif, en dormant dans les refuges de la Glère (2 150 m), d'Orédon (1 852 m), Bastan (2 215 m) et Campana (2 225 m).

### Économie

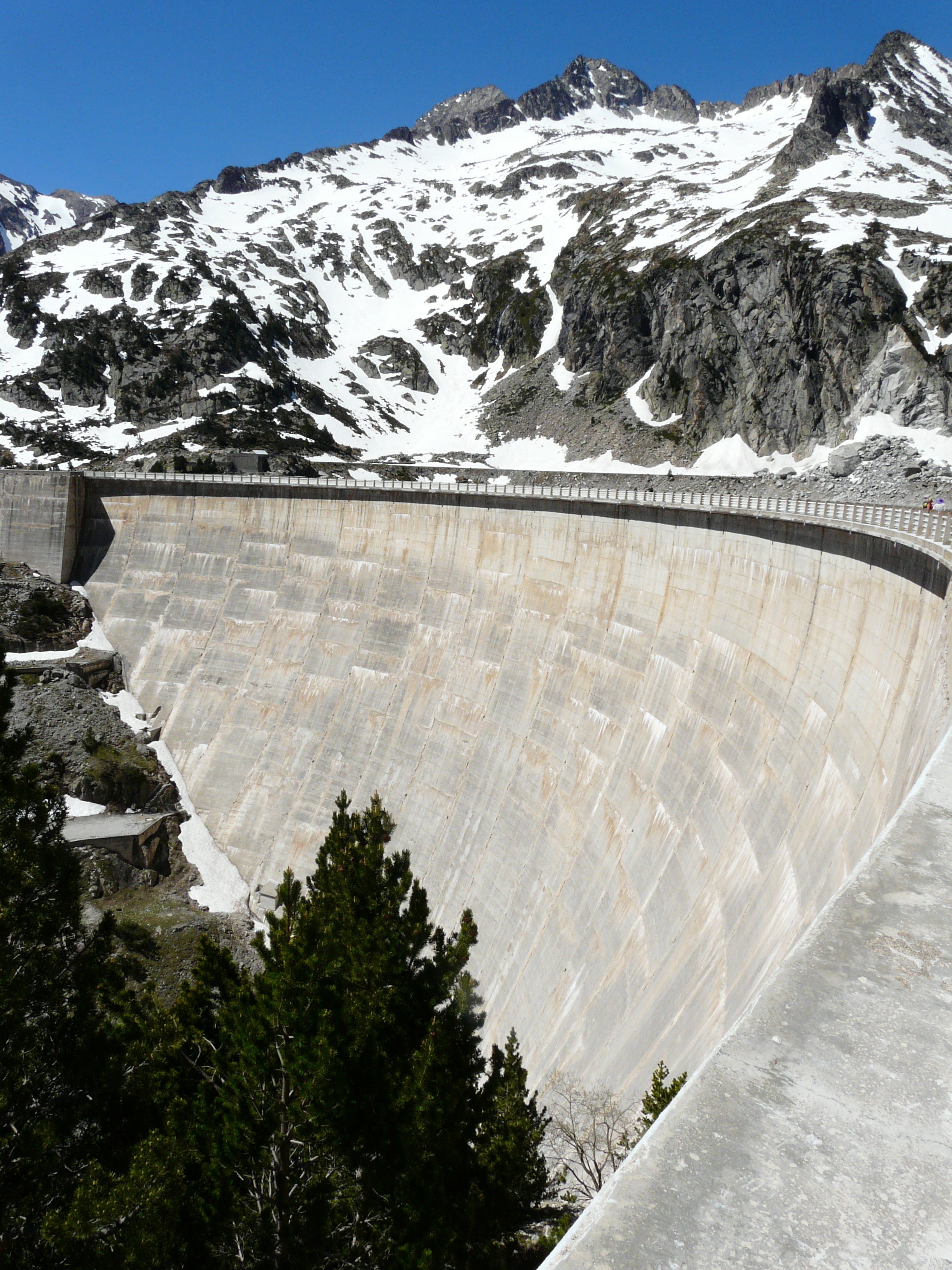
Barrage de Cap de Long avec les pics d'Estaragne, Méchant et Bugatet en fond.

Les basses montagnes et vallées de l'ouest sont des estives d'été pour le cheptel bovin des communes de Luz-Saint-Sauveur et Gavarnie-Gèdre. La zone de la réserve naturelle nationale du Néouvielle est assez touristique, surtout les lacs d'Aubert et d'Aumar accessibles par la route en bus, et on compte de nombreux refuges comme ceux de la Glère, de Packe, du Bastan, de Campana, et le chalet-hôtel d'Orédon.
La zone produit de l'électricité d'origine hydroélectrique grâce à de nombreux lacs de barrage tels que ceux de Cap de Long, d'Aubert, d'Orédon, de l'Oule, dets Coubous, etc. Ces barrages alimentent les centrales hydroélectriques de Pragnères et de Saint-Lary-Soulan.